# Bernard Lamitié
Bernard Lamitié (* 27. června 1946, Paříž) je bývalý francouzský atlet, jehož hlavní disciplínou byl trojskok.

## Kariéra
V roce 1972 skončil sedmý na halovém ME v Grenoble a reprezentoval na letních olympijských hrách v Mnichově, kde ve finále obsadil výkonem 16,27 metru 10. místo. O rok později na halovém evropském šampionátu v nizozemském Rotterdamu skončil na 8. místě. V roce 1974 vybojoval bronzovou medaili na halovém ME v Göteborgu. Později získal bronz na halovém ME 1976 v Mnichově, kde na stupních vítězů doplnil Rumuna Carola Corbu a Viktora Sanějeva ze Sovětského svazu a bronz také na halovém ME 1977 v San Sebastiánu.
V roce 1976 na olympiádě v Montrealu měřil jeho nejdelší pokus ve finále 16,23 metru, což stačilo na 11. místo. Těsně pod stupni vítězů, na čtvrtém místě skončil na Mistrovství Evropy v atletice 1978 v Praze, na stadionu Evžena Rošického. Mezi jeho úspěchy patří také dvě zlaté medaile, které získal na Středomořských hrách (1975, 1979).